# Missão de Bons Ofícios das Nações Unidas no Afeganistão e Paquistão
A Missão de Bons Ofícios das Nações Unidas no Afeganistão e Paquistão (UNGOMAP) foi criada em maio de 1988 durante a guerra soviética no Afeganistão, para ajudar a garantir a implementação dos acordos sobre a resolução da situação relativa ao Afeganistão, e investigar e  relatar possíveis violações de quaisquer das disposições dos acordos. O Conselho de Segurança das Nações Unidas confirmou a sua criação na Resolução 622 (1988).
A missão tornou-se necessária após a invasão soviética do Afeganistão e a subsequente assinatura dos Acordos de Genebra entre as partes em conflito.
As atribuições da missão, portanto, eram ajudar a monitorar a retirada das tropas soviéticas do Afeganistão, ajudar os refugiados a regressar ao país a partir do território paquistanês e garantir que ambas as partes respeitassem o cessar-fogo e os Acordos de Genebra.